# Saint-Méen-le-Grand
 Saint-Méen-le-Grand  es una población y comuna francesa, situada en la región de Bretaña, departamento de Ille y Vilaine, en el distrito de Rennes y cantón de Saint-Méen-le-Grand.

## Demografía
| 2887 | 3063 | 3358 | 3742 | 3729 | 3566 |
| Para los censos de 1962 a 1999 la población legal corresponde a la población sin duplicidades (Fuente: INSEE [Consultar]) |      |      |      |      |      |